# 8742 Bonazzoli
A 8742 Bonazzoli (ideiglenes jelöléssel 1998 CB2) a Naprendszer kisbolygóövében található aszteroida. V. S. Casulli fedezte fel 1998. február 14-én.